# Bloedspatpatroononderzoek
Bloedspatpatroononderzoek (ook wel bloedspoorpatroononderzoek) is een type forensisch sporenonderzoek. 
Aan de hand van de vorm, grootte, locatie en verspreiding van bloedspatten op een plaats delict kan iets gezegd worden over hoe een bloedspoor is ontstaan, en wat er zich heeft afgespeeld. Zo kan bijvoorbeeld berekend worden uit welke richting een kogel of klap moet zijn gekomen, of wat de vluchtroute is geweest. 
Te onderzoeken bloedspoorpatronen kunnen worden aangetroffen op de plaats delict zelf, of op zaken die op de plaats delict aanwezig geweest zijn, zoals op kledingstukken van personen die mogelijk bij het misdrijf betrokken waren. De sporen worden gefotografeerd, beschreven en geclassificeerd. Voor bloedsporen die niet zomaar met het blote oog te zien zijn, bestaan er detectiemiddelen zoals een forensische lichtbron en indicatieve tests. 

## Gerelateerd
Behalve onderzoek van het bloedspatpatroon, kan het bloed zelf ook gebruikt worden voor DNA-onderzoek. Dit type onderzoek wordt gebruikt om uit te zoeken van wie het bloed afkomstig zou kunnen zijn. 

## In fictie
- Dexter Morgan, personage uit de televisieserie Dexter
- Julie Finley, personage uit de televisieserie CSI: Crime Scene Investigation